# یواس‌اس اسکوت (ام‌سی‌ام-۸)
یواس‌اس اسکوت (ام‌سی‌ام-۸) (به انگلیسی: USS Scout (MCM-8)) یک کشتی بود که طول آن ۲۲۴ فوت (۶۸ متر) بود. این کشتی در سال ۱۹۸۹ ساخته شد.